# Piula del Chaco
La piula del Chaco (Anthus chacoensis) és un ocell de la família dels motacíl·lids (Motacillidae).

## Hàbitat i distribució
Habita praderies i chaco del sud de Paraguai i nord de l'Argentina.